# Risdam
Risdam is een deel van de stad Hoorn. Het is opgedeeld in drie wijken: Risdam-Zuid, Risdam-Noord en Nieuwe Steen. Er wonen anno 2015 ongeveer 20.000 mensen.

## Geschiedenis
Risdam was een gebied waar voor 1970 vooral koeien graasden en fruitbomen groeiden. De naam Risdam duidt op een dam van rijshout in de historische waterloop langs het Keern. Ook het noordelijke deel van het Keern zelf werd vroeger Rijsdam genoemd. Een keern is een waterkering; in dit geval de binnendijk tussen de hoger gelegen zand- en kleigebieden van Zwaag (Oosterpolder) en de lager gelegen veengebieden rond de Kromme Leek van de Westerpolder. De binnendijk Rijsdam/Keern is rond 1320 aangelegd na enkele grote overstromingen. De naam Rijsdam komt voor op documenten uit 1406. Historische elementen in de wijk zijn het ontginningswater de Wijzenden (ten oosten van het Keern Kleine Wijzend en Groene Wijzend, en in de Blauwe Berg De Wijzend die van oorsprong doorliep naar Berkhout) en de Medemblikkertrekvaart die dwars door de wijk loopt. Voor de woningbouw werd het gebied vooral gebruikt voor fruitteelt. De boomgaarden werden omgeven door elzensingles, die nog gedeeltelijk aanwezig zijn.
Na de fusie van de gemeenten Zwaag, Blokker en Hoorn werd in 1970 begonnen met de bouw van de wijk Risdam-Zuid.

## Indeling
Een groot gedeelte van Risdam behoorde tot 1970 tot Zwaag. Van oorsprong was de grens tussen Zwaag en Hoorn de Groene Wijzend, nu deels de Geldelozeweg. Het gebied ten westen van het Keern tot aan de Hoornseweg hoorde wel al sinds de middeleeuwen non stop bij Hoorn, ook toen Zwaag in de Franse tijd zelfstandig werd. De Groene Wijzend als gemeentegrens kreeg een bijzondere symbolische rol door over dit water het nieuwe stadhuis voor de met Zwaag en Blokker uitgebreide gemeente te bouwen. Het gebied werd door de gemeente onderverdeeld in de wijken Nieuwe Steen, Risdam-Zuid en Risdam-Noord. In 1971 nam de bouw een aanvang; de laatst gebouwde woningen in Risdam-Noord stammen uit eerste helft van de jaren '80. De Nieuwe Steen-Oost is later gebouwd (vanaf eind jaren '80), behalve de daar aanwezige twee middelbare scholen.
In Risdam liggen enkele parken: de Risdammerhout, het wijkpark Risdam-Noord en de Blauwe Berg. Aan de zuidkant ligt op de plaats van het oude bedrijventerrein Van Aalstweg het runshopping centrum Hof van Hoorn (meubels, bouwmarkten, Mediamarkt e.d.). Het buurtwinkelcentrum van Risdam-Noord heet De Korenbloem. In Risdam-Zuid ligt het grotere wijkwinkelcentrum De Huesmolen. In Nieuwe Steen staat onder andere het stadhuis van Hoorn, het politiebureau en enkele middelbare scholen. In de nabijheid van het stadhuis staan ook de hoogste woongebouwen van de wijk, met flats van vijf bouwlagen en een kap. Winkelcentrum De Korenbloem heeft bij de uitgebreide modernisatie 8 bouwlagen gekregen.
Aan de rand van de wijk omvat het sport- en recreatiepark de Blauwe Berg onder andere: een wedstrijd-atletiekbaan, een ijsbaan (De Westfries), bioscoop (Vue Cinema Hoorn), hotel (Van der Valk), indoorrecreatiehal SamCity en is ruimte gereserveerd voor een dancing. Ook het Clusius College (agrarisch VMBO, MBO en HBO) en het Westfries Archief zijn hier gevestigd. Rond en in het monumentale missiehuis Mill Hill zijn appartementen gebouwd. 
De belangrijkste ontsluitingswegen van de wijk zijn de Dorpsstraat van Zwaag, de Zwaagmergouw, Berkmergouw en Wogmergouw die een verbinding vormen tussen de Provincialeweg en de Westfrisiaweg.

## Referentie
1. ↑  Buchner, Joost (2012). Architectuurgids Hoorn | 1960-2010. Architectuurcentrum Hoorn, pp. 58-59.